# Вогняний лис
«Вогняний лис» (англ. Firefox) — американський бойовик 1982 року режисера Клінта Іствуда, оснований на однойменному романі Крейга Томаса 1977 року.
1982 рік, часи Холодної війни. Британська розвідка дізнається про розробку в СРСР новітнього бойового літака — МіГ-31 «Вогняний лис». Щоб позбавити ворога переваги, спільна британсько-американська операція залучає ветерана В'єтнамської війни Мітчелла Ганта, якого засилає в Москву задля викрадення літака.

## Сюжет
Американські супутники фіксують випробувальні польоту новітнього радянського літака МіГ-31 «Вогняний лис». Згідно з даними розвідки, цей літак невидимий для радарів, розвиває швидкість у 6 махів і керується імпульсами мозку. «Вогняний лис» може змінити розстановку світових сил, тому на нараді представників НАТО ухвалюють викрасти літак, щоб розробити власний аналог.
Для цієї місії обирають колишнього майора ВПС США Мітчелла Ганта, ветерана В'єтнаму, який знає російську, бо його мати росіянка. До того ж Гант схожий на російського пілота, полковника Воскова. Ганта відсилають до СРСР під виглядом наркодилера Леона Спрега, що таємно веде справи з тамтешніми чиновниками. Завдання Ганта — зустрітися з мережею радянських дисидентів, троє з яких є ключовими вченими, що працюють над самим винищувачем; а потім за їхньою допомогою викрасти літак і доставити його на заправну станцію за межами СРСР.
Однак КДБ дізнався про операцію і вже шукає Ганта. Вже в аеропорту йому влаштовують обшук, потім Гант помічає як за ним слідкують. Вночі він вирушає в призначене місце зустрічі, де стикається, як спершу здається, з грабіжниками. Це виявляються дисиденти, що вбивають справжнього Спрега. Гант вирушає з ними в метро та ховається в туалеті. Там у нього стається напад клаустрофобії, спричинений перебуванням раніше у в'єтнамському полоні. Агент КДБ знаходить Ганта, між ними стається бійка, в якій агент гине. Інший агент пропускає Ганта, але той розуміє, що росіяни знають про операцію.
Ганту роблять нові документи на ім'я водія Бориса Глазунова, щоб він міг потрапити на базу, де сховано МіГ-31 «Вогняний лис». Петро Баранович, один із науковців, розповідає Ганту про роботу літака, але попереджає його, що в ангарі є другий прототип, який потрібно знищити. За порадою Барановича Гант проходить в ангар з літаком, де зв'язує Воскова та одягає його форму. Ситуацію ускладнює візит на базу генерального секретаря.
Диверсія дозволяє Ганту сісти в МіГ-31: вчені влаштовують вибух, але другий прототип лишається неушкоджений. Барановича вибирають для страти, але йому вдається вбити одного з охоронців із захованого пістолета, перш ніж він та інших вчених страчують. Гант користується цим, щоб злетіти з бази саме тоді, коли прибуває генеральний секретар.
У польоті Гант ледве не стикається з пасажирським літаком і записує голосовий звіт. Генеральний секретар виходить на зв'язок із Гантом і пропонує повернути літак в обмін на життя, інакше МіГ-31 зіб'ють. Він проте розуміє, що Гант не погодиться, та передбачає, що МіГ-31 полетить на південь для зустрічі з американським підводним човном. Генерал Володимиров, однак, здогадується, що Гант зумисне показався на очі пілотам пасажирського літака, щоб ввести військових в оману, а насправді летить на північ. Над Уральськими горами Гант збиває радянський літак, що у ВПС США хибно трактують як вибух МіГ-31.
Над Північним льодовитим океаном Гант вмикає радіокомпас і збиває радянський вертоліт, щоб дати ВПС США знати про своє розташування. За наказом генерального секретаря навздогін вирушає другий МіГ-31, яким пілотує Восков. Гант садить літак на лід, з-під якого випливає американський підводний човен і заправляє МіГ-31. Попри наказ генерального секретаря, Володимиров спрямовує Воскова на північ знищити викрадений літак.
Гант знову злітає і встряє у повітряний бій із Восковим. Він подумки каже собі, що треба «думати по-російськи» та збиває супротивника останньою ракетою. Більше ніким не переслідуваний, Гант летить у США.

## У ролях
| Актор             | Роль                  |
| ----------------- | --------------------- |
| Клінт Іствуд      | Мітчелл Гант          |
| Фредді Джонс      | Кеннет Обрі           |
| Девід Гаффман     | капітан Бакгольц      |
| Воррен Кларк      | Павло Упенской        |
| Рональд Лейсі     | Смелевський           |
| Кеннет Коллі      | полковник Контарський |
| Клаус Ловіч       | генерал Владимиров    |
| Найджел Готорн    | Петро Баранович       |
| Стефан Шнабель    | перший секретар       |
| Томас Гілл        | генерал Браун         |
| Клайв Меррісон    | майор Ланьєв          |
| Кай Вулфф         | підполковник Восков   |
| Джон Ратценбергер | Пек                   |

## Сприйняття
Роджер Еберт описав фільм як «витончений, потужний трилер, який поєднує шпигунство з науковою фантастикою». На його думку, частини «Вогняного лиса» добре між собою злагоджені, а рідкісні загалом спецефекти досягають кульмінації в фінальній повітряній дуелі. Вона нагадує відеогру в кращому сенсі і «виглядає чудово, хоча ми розуміємо, що це логічно неможливо».
Гері Арнольд із «The Washington Post» вказав на нереалістичність «Вогняного лиса», що починається вже з того, що на роль спецагента беруть колишнього військового з ПТСР. Це передбачувано створює періодичну напругу, коли Ганту треба перебороти болісні спогади, що навалюються на нього в найменш підхожий момент. Радянські дисиденти надмірно ідеалізовані, а викрадення літака виглядає невиправданим, коли прототип новітнього МіГ-31 можна просто саботувати. Крім того «Є щось не тільки перебільшене, але й образливе в самій концепції того, що американські та британські військові стратеги виявляються настільки подолані високотехнологічними росіянами, що змушені вдатися до абсолютно неможливого викрадення, щоб запобігти катастрофі».

## Цікаві факти
- Справжній МіГ-31 заступив на бойове чергування ще в 1980 році і був цілком традиційним перехоплювачем розробки 1970-х років. Літак з книги Томаса, так само як і реальний МіГ-31 — прямий спадкоємець МіГ-25. У своїй другій книзі про «Вогняного Лиса» Крейг Томас описав літак вже таким, яким його показали у фільмі.
- Фільм вийшов на екрани через рік після першого польоту прототипа F-117A — першого бойового літака з використанням технології «Стелс». Саме це слово у фільмі жодного разу не вимовляється, однак незграбні риси «Вогняного лиса» дійсно нагадують реальні літаки стелс.
- Спочатку Іствуд розраховував зняти в ролі «радянського» шведський Saab 37 Viggen. Шведи геть відмовили, і довелося вдатися до численних макетів (всього було виконано 9 макетів, з них два — літали). Звичайна технологія комбінованого знімання на синьому тлі не влаштовувала творців фільму — вугільно-чорний літак, за сценарієм, мав літати і над сніговими рівнинами Арктики, і на тлі лісів, тому була розроблена особлива технологія знімання «зворотного синього поля» (reverse bluescreen). Відзнятий матеріал згодом використовувався у фільмі «Назад у майбутнє 2».
- У фільмі також використано кадри з: Douglas A-1 Skyraider (епізод у В'єтнамі), Republic F-105 Thunderchief, McDonnell Douglas F-4 Phantom II, Northrop F-5 Freedom Fighter/Tiger II, Ту-16, Ту-154 та іншими літаками.
- Виходячи з московського готелю, Гант купує гаванську сигару, звикаючи до паління, «щоб бути схожим на російського офіцера».
- У момент викрадення, МіГ-31 двічі переїжджає одного і того ж охоронця.
- Генерал КДБ заявив Генеральному секретарю, що для економії палива викрадач повинен летіти на якомога нижчій висоті. У реальному житті для економії палива треба піднятися високо, де атмосфера розрідженіша.
- Підводний човен НАТО намагається спливти під арктичним льодом з піднятим перископом і антенами. У наступному кадрі, після спливання, на рубці не виявляється ні того, ні іншого.
- Вищі офіцери КДБ носять загальновійськову форму, при зброї і в чоботях, в тому числі на прийомі у Генерального секретаря.
- «Московське метро» знімалося у Відні, у кадрах видно написи по-німецьки і карта віденського метрополітену. Епізод з роботягою, що палить прямо у вагоні метро, був практично неможливий у Москві початку вісімдесятих.